# Liste der Kulturgüter in Yverdon-les-Bains
Die Liste der Kulturgüter in Yverdon-les-Bains enthält alle Objekte in der Gemeinde Yverdon-les-Bains im Kanton Waadt, die gemäss der Haager Konvention zum Schutz von Kulturgut bei bewaffneten Konflikten, dem Bundesgesetz vom 20. Juni 2014 über den Schutz der Kulturgüter bei bewaffneten Konflikten sowie der Verordnung vom 29. Oktober 2014 über den Schutz der Kulturgüter bei bewaffneten Konflikten unter Schutz stehen.
Objekte der Kategorien A und B sind vollständig in der Liste enthalten, Objekte der Kategorie C fehlen zurzeit (Stand: 1. Januar 2023).

## Kulturgüter
| Foto | | Objekt | Kat. | Typ | Standort                                    | Beschreibung |
| ---- | --- | --- | ---- | --- | ------------------------------------------- | ------------ |
| ja   | Datei hochladen · Wikidata zu Schloss Yverdon (Q683081)                                               | Schloss Yverdon mit Brunnen / Château d’Yverdon avec fontaine KGS-Nr.: 06564 | A    | G   | Place Pestalozzi 1.1 539108 / 181093        |              |
| ja   | Datei hochladen · Wikidata zu Rathaus (Q3146121)                                                      | Rathaus / Hôtel de Ville KGS-Nr.: 06566 | A    | G   | Place Pestalozzi 1 539080 / 181105          |              |
| ja   | Datei hochladen · Wikidata zu Maison Thorens (Q3279027)                                               | Haus Thorens (ehemaliges Haus Steiner) / Maison Thorens (ancienne maison Steiner) KGS-Nr.: 06567 | A    | G   | Rue du Four 17 538950 / 181100              |              |
| ja   | Datei hochladen · Wikidata zu Reformierte Kirche Yverdon (Q3517533)                                   | Reformierte Kirche / Temple KGS-Nr.: 06568 | A    | G   | Place Pestalozzi 4 539058 / 181158          |              |
| ja   | Datei hochladen · Wikidata zu Eburodunum (Q3046892)                                                   | Keltisches Oppidum Eburodumum, römischer Vicus, mittelalterlich-neuzeitliche Stadt / Oppidum celtique Eburodumum, vicus romain, ville médiévale et du temps modernes KGS-Nr.: 06585                                                            | A    | F   | 539130 / 180671                             |              |
| ja   | Datei hochladen · Wikidata zu Villa d'Entremonts (Q3558796)                                           | Villa Entremonts mit Orangerie, Park, Tor und Brunnen / Villa d’Entremonts avec orangerie, parc, portail et fontaine KGS-Nr.: 06586 | A    | G   | Avenue des Bains 20 539696 / 180429         |              |
| ja   | Datei hochladen · Wikidata zu Museum von Yverdon und Region (Sammlung) (Q3329547)                     | Museum von Yverdon und Region / Musée d'Yverdon et région KGS-Nr.: 08709 | A    | S   | Place Pestalozzi 1.1 539111 / 181101        |              |
| ja   | Datei hochladen · Wikidata zu Öffentliche Bibliothek von Yverdon-les-Bains (Q2901502)                 | Öffentliche und Schulbibliothek / Bibliothèque publique et scolaire KGS-Nr.: 09314 | A    | S   | Place de l’Ancienne-Poste 4 538957 / 181306 |              |
| ja   | Datei hochladen · Wikidata zu Steinreihen Clendy-Bucht (Q1154220)                                     | Steinreihen Clendy-Bucht / Alignement de la Baie de Clendy KGS-Nr.: 09679 | A    | F   | Route de Payerne 540300 / 181400            |              |
| ja   | Datei hochladen · Wikidata zu Ehemaliges Hôtel de l’Aigle (Q3258001)                                  | Ehemaliges Hotel Aigle / Ancien Hôtel de l’Aigle KGS-Nr.: 10355 | A    | G   | Place Pestalozzi 2 539035 / 181110          |              |
| ja   | Datei hochladen · Wikidata zu Oppidum de Sermuz (Q3354384)                                            | Sermuz, keltisches Oppidum / Sermuz, oppidum celtique KGS-Nr.: 10991 | A    | F   | Gressy 539392 / 178717                      |              |
| BW   | Datei hochladen                                                                                       | Reformierte Kirche Fontenay mit Sakristei / Temple de Fontenay avec sacristie KGS-Nr.: 16920 | A    | G   | Rue Saint-Georges 30 538149 / 181447        |              |
| ja   | Datei hochladen · Wikidata zu Ehemaliges Haus Crinsoz de Givrins (Q29891659)                          | Ehemaliges Haus Crinsoz de Givrins / Ancienne maison Crinsoz de Givrins KGS-Nr.: 06570 | B    | G   | Rue du Four 18 538973 / 181144              |              |
| ja   | Datei hochladen · Wikidata zu Ehemalige Markthalle und ehemaliges Casino "Café du château (Q29891664) | Ehemalige Markthalle und ehemaliges Casino «Café du Château» / Anciennes halles et ancien Casino «Café du Château» KGS-Nr.: 06571 | B    | G   | Place Pestalozzi 13 539145 / 181152         |              |
| ja   | Datei hochladen · Wikidata zu Ehemaliges Haus Mandrot (Q29891661)                                     | Ehemaliges Haus de Mandrot / Ancienne maison de Mandrot KGS-Nr.: 06572 | B    | G   | Rue du Lac 48 538873 / 181326               |              |
| ja   | Datei hochladen · Wikidata zu Kollegium (Q29891680)                                                   | Collège KGS-Nr.: 06573 | B    | G   | Quai de l'Ancienne-Douane 1 538908 / 181439 |              |
| ja   | Datei hochladen · Wikidata zu Maison Constançon, ancienne maison Bourgeois (Q29891709)                | Haus Constançon, ehemaliges Haus Bourgeois / Maison Constançon, ancienne maison Bourgeois KGS-Nr.: 06574 | B    | G   | Rue du Four 23 538923 / 181112              |              |
| ja   | Datei hochladen · Wikidata zu Maison du Cercle d'Yverdon (Q29891722)                                  | Haus Cercle d'Yverdon / Maison du Cercle d'Yverdon KGS-Nr.: 06575 | B    | G   | Rue du Lac 10 539029 / 181210               |              |
| ja   | Datei hochladen · Wikidata zu Haus Gonset, ehemaliges Haus Haldimand (Q29891736)                      | Haus Gonset, ehemaliges Haus Haldimand / Maison Gonset, ancienne maison Haldimand KGS-Nr.: 06576 | B    | G   | Rue du Lac 6 539050 / 181196                |              |
| ja   | Datei hochladen · Wikidata zu Haus Piguet, ehemaliges Haus Roguin (Q29891750)                         | Haus Piguet, ehemaliges Haus Roguin / Maison Piguet, ancienne maison Roguin KGS-Nr.: 06577 | B    | G   | Rue de la Plaine 14–16 539214 / 181020      |              |
| ja   | Datei hochladen · Wikidata zu Haus Vaucher, ehemaliges Haus Russillion (Q29891764)                    | Haus Vaucher, ehemaliges Haus Russillion / Maison Vaucher, ancienne maison Russillion KGS-Nr.: 06578 | B    | G   | Rue du Four 25 538884 / 181130              |              |
| ja   | Datei hochladen · Wikidata zu Théâtre Benno Besson (Q29891779)                                        | Casino-Theater / Casino-théâtre KGS-Nr.: 06579 | B    | G   | Rue du Casino 9 539181 / 181276             |              |
| ja   | Datei hochladen · Wikidata zu Grand Hôtel des Bains (Q29891695)                                       | Hotel des Bains mit Kuppel, römischem Wasserbecken und Tor des Bäderparks / Hôtel des Bains avec rotonde, bassin romain et portail du parc des bains KGS-Nr.: 06581                                                                            | B    | G   | Avenue des Bains 22 539699 / 180340         |              |
| ja   | Datei hochladen · Wikidata zu Ehemalige Kaserne mit Stadtmauerturm und Offizierspavillon (Q29891662)  | Ehemalige Kaserne mit Stadtmauerturm und Offizierspavillon / Anciennes casernes avec tour d’enceinte et pavillon des officiers KGS-Nr.: 06584                                                                                                  | B    | G   | Rue des Moulins 8 538760 / 181261           |              |
| ja   | Datei hochladen · Wikidata zu Gemeindearchiv Yverdon-les-Bains (Q27489920)                            | Archiv der Stadt Yverdon-les-Bains / Archives de la Ville d’Yverdon-les-Bains KGS-Nr.: 08885 | B    | S   | Place Pestalozzi 1 539051 / 181111          |              |
| ja   | Datei hochladen · Wikidata zu Ehemaliges Gefängnis, Haus Ailleurs (Q29891666)                         | Ehemaliges Gefängnis, Haus Ailleurs / Anciennes prisons, Maison d’Ailleurs KGS-Nr.: 11693 | B    | G   | Place Pestalozzi 14 539161 / 181144         |              |
| ja   | Datei hochladen · Wikidata zu Maison d'Ailleurs (Sammlung) (Q27489975)                                | Haus Ailleurs, Museum der Science-Fiction, der Utopie und der aussergewöhnliche Reisen (ehemalige Gefängnisse) / Maison d'Ailleurs, Musée de la science fiction, de l'utopie et des voyages extraordinaires (anciennes prisons) KGS-Nr.: 14767 | B    | S   | Place Pestalozzi 14 539157 / 181137         |              |
| ja   | Datei hochladen · Wikidata zu Schweizer Modemuseum (Q26257805)                                        | Schweizer Modemuseum / Musée suisse de la Mode KGS-Nr.: 14769 | B    | S   | Place Pestalozzi 1 539108 / 181094          |              |